# 1961 en santé et médecine
| Années de la santé et de la médecine : 1958 - 1959 - 1960 - 1961 - 1962 - 1963 - 1964    |
| Décennies de la santé et de la médecine : 1930 - 1940 - 1950 - 1960 - 1970 - 1980 - 1990 |

Cet article présente les faits marquants de l'année 1961 en santé et médecine.

## Publication
- Robert Lifton : Thought Reform and the Psychology of Totalism, essai « sur le lavage de cerveau en Chine »[1].

## Décès
- 21 mars :  José Casares Gil (né en 1866), pharmacien et chimiste espagnol.
- 9 juin : Camille Guérin (né en 1872), vétérinaire et biologiste français, un des deux inventeurs du vaccin bilié de Calmette et Guérin (BCG).
- 14 juin : Edgar Allen (en) (né en 1900), médecin américain, auteur de la manœuvre d'Allen.